# Итеративный алгоритм ближайших точек
Итеративный алгоритм ближайших точек (англ. Iterative Closest Point — ICP) — алгоритм, использующийся для сведения к минимуму разницы между двумя облаками точек. ICP часто используется для восстановления двухмерных (2D) или трёхмерных (3D) поверхностей из разных сканов, для определения местоположения роботов и планирования оптимального их пути (особенно когда одометрия колеса ненадежна из-за скользкого ландшафта), совместной регистрации модели кости и т.д.
Алгоритм концептуально прост и часто используется в режиме реального времени. Он многократно применяет преобразования (смещение, вращение), необходимые для сведения к минимуму расстояния между точками из двух необработанных сканов.
Входы: точки из двух необработанных сканов, первичная оценка трансформации, критерии для остановки итерации.
Результат: совершенное преобразование.
По существу эти шаги алгоритма являются:
1. Связка точек по критерию ближайшего соседа.
2. Оценка параметров преобразования с помощью среднеквадратичной функции потерь.
3. Преобразования точек с помощью оценочных параметров.
4. Многократные итерации (заново связывая точки и так далее).